# Takenoshin Nakai
Pour les articles homonymes, voir Nakai.
Takenoshin (ou Takenosin) Nakai est un botaniste japonais, né le 9 novembre 1882 à Gifu et mort le 6 décembre 1952 à Tokyo.Il devint professeur de botanique en 1927 à l'Université de Tokyo. Entre 1943 et 1945, il fut directeur du Jardin botanique de Buitenzorg (maintenant Bogor) dans l'île de Java occupée par les Japonais. En 1947, il est directeur Museum national des sciences.
En 1919 et 1930, il a publié des articles sur les plantes de Corée et du Japon, notamment sur le genre Cephalotaxus.
Il était spécialisé dans les ptéridophytes, les bryophytes, les algues et les spermatophytes.